# Tricuspidalisinsufficiëntie
Een tricuspidalisinsufficiëntie of TI is een lekkage van een van de vier hartkleppen, namelijk de tricuspidalisklep.  Deze hartklep vormt de overgang tussen de rechterhartboezem en de rechterhartkamer. Een geringe tricuspidalisinsufficiëntie komt voor bij circa 70% van de volwassenen, dit is dus fysiologisch.

## Oorzaken
Een tricuspidalisinsufficiëntie ontstaat slechts zelden door beschadiging van de klep zelf. Doorgaans is sprake van een functionele TI, die het gevolg is van verwijding van de rechterhartkamer en van de klepring (of annulus), de bindweefselring waarin de klep is opgehangen. Minder vaak is sprake van een organische TI, wat het gevolg is van beschadiging van de klep zelf.

#### Functionele TI
- aandoeningen van de rechterkamer: rechterventrikelhartinfarct, aritmogene rechterventrikelcardiomyopathie
- secundair aan pulmonale hypertensie, bijvoorbeeld een cor pulmonale, een longembolie of primair.
- mitralisklepstenose of mitralisklepinsufficiëntie
- links-rechtsshunt, bijvoorbeeld een atriumseptumdefect.
- Syndroom van Eisenmenger (zeldzaam)
- pulmonalisstenose
- hyperthyreoïdie

#### Organische TI
- Anomalie van Ebstein
- Infectieuze endocarditis. Bijvoorbeeld endocarditis waarbij een pacemakerelektrode betrokken is.
- Trauma.
- Acuut reuma
- Carcinoïd
- Papillairspierafwijkingen
- Bindweefselziekten, zoals het Syndroom van Marfan.
- Niet-infectieuze endocarditis, zoals bij SLE of reumatoïde artritis
- Schade door de elektrode van een pacemaker of ICD

## Symptomen
De symptomen van een TI zijn te wijten aan rechterkamerfalen: perifeer oedeem, ascites, pleuravocht, een vergrote lever en/of milt, een verhoogd CVD en vaak slechte eetlust, met soms cachexie en ondervoeding tot gevolg.  Daarnaast is doorgaans sprake van uitingen van een verminderd hartminuutvolume: inspanningsgebonden kortademigheid, moeheid, koude vingers of tenen.

## Behandeling
Aangezien een ernstige tricuspidalisinsufficiëntie vrijwel altijd het gevolg is van een onderliggende aandoening, is de behandeling gericht op het wegnemen van de onderliggende oorzaak. Soms wordt een reparatie van een tricuspidalisklep verricht, die meestal bestaat uit het nauwer maken van de klepring. Dit laatste heet tricuspidalisklepplastiek.